# Sinophorus sapporoensis
Sinophorus sapporoensis är en stekelart som beskrevs av Sanborne 1984. Sinophorus sapporoensis ingår i släktet Sinophorus och familjen brokparasitsteklar. Inga underarter finns listade i Catalogue of Life.